# Das Glück (1935)
Das Glück (russisch Счастье / Stschastje) ist eine sowjetische Filmkomödie von Alexander Medwedkin aus dem Jahr 1935, den die staatliche Produktionsgesellschaft Wostokfilm realisierte. Medwedkin verfasste auch das Drehbuch dazu. Die Photographie besorgte Gleb Trojanski. Das Bühnenbild schuf Alexei Utkin.

## Handlung
Nach dem Tode des Großvaters, der gestorben ist, nachdem er den reichen Nachbarn Foka beim Schlemmen beobachtet hatte und daraufhin beim Versuch, diesen zu bestehlen, erwischt worden war, schickt Bäuerin Anna ihren Mann Chmyr fort, das Glück zu suchen.
Ein Pope und eine Nonne finden auf einer Brücke ein Portemonnaie voll Geld, das ein Kaufmann auf dem Rückwege vom Jahrmarkt verloren hat. Beide prügeln sich um den Fund. Chmyr, der hinzukommt, nimmt heimlich das Geld an sich, ohne dass die Prügelnden ihn bemerken.
Von dem Geld kauft sich Chmyr ein gepunktetes Pferd, das ihm das Stroh vom Dache frisst. Als es zum Pflügen eingespannt werden soll, klappt es zusammen. Als sich statt seiner Anna vor den Pflug spannt, klappt auch sie zusammen. Nachbar Foka schilt Chmyr einen Sklaventreiber. Doch als es daran geht, die Ernte einzufahren, stellen sich Pope, Nonne, Gendarmen und Offiziere ein, um ihren Zehnt davon einzutreiben. Chmyrs Ernte wird in vollen Wagen vom Hof gefahren. Als sich in der Nacht zwei Diebe auf den Hof schleichen, um die mit schweren Schlössern gesicherten Truhen zu erbrechen, ist darin nichts mehr zum Stehlen übrig. Dem hinzukommenden Chmyr schenken sie noch einen Rubel und zehn Kopeken – aus Mitleid.
Verzweifelt beschließt Chmyr, zu sterben. Schon beginnt er, sich einen Sarg zu zimmern, da tadeln ihn Pope und Gendarm. Wenn der Bauer stirbt, sagen sie, wer soll dann Russland ernähren? Daraufhin besetzen Husaren und Offiziere den Hof, Soldaten ergreifen Chmyr und verhaften ihn. Anna, die ihn befreien will, wird weggestoßen.
Jahre sind vergangen.
Chmyr sitzt auf dem Bock des Tankwagens. Jetzt ist er Wasserfuhrmann der Kolchose, seine Frau Anna aber sitzt hinterm Lenkrad eines Traktors. Der braucht Wasser zum Kühlen des heiß gelaufenen Motors. Doch Chmyr ist eingeschlafen auf seinem Bock. Einen Traktoristen, der Hilfe bringen soll, lenkt Nachbar Foka mit einem Wodkafrühstück ab. Am Ende gerät der Traktor außer Kontrolle und rollt auf einen Abgrund zu. Foka springt auf und bringt ihn zum Stehen.
Chmyr bekommt ein Gewehr und soll die Ernte der Kolchose bewachen. Die beiden Diebe, dazu der Pope und die Nonne, beschließen, das Kornhaus auszurauben. Chmyr bemerkt es nicht; erst, als der Dieb den Boden des Kornhauses mit einem großen Bohrer durchlöchert, geht er mit seinem Gewehr los, versteht es jedoch nicht, den Dieb zu stellen. Nachbar Foka lenkt Chmyr ab, indem er ihn auf ein Schaf im Kürbisfeld aufmerksam macht. Derweil tragen die Diebe das ganze Kornhaus weg. Chmyr merkt nichts. Als er sich umdreht, ist es weg. Erschrocken springt er auf und wird von den Dieben eingesperrt.
Anna sieht, wie das Kornhaus weggetragen wird. Mit dem Aufseher und den übrigen Kolchosemitgliedern fangen sie es wieder ein
und befreien Chmyr. Der Aufseher nimmt ihm das Gewehr, mit dem er nicht umgehen konnte, wieder fort. Anna (im Zwischentitel): „Geh’ Chmyr! Aus dir wird nie ein rechtschaffener Mann!“. Chmyr schämt sich.
Es wird Frühjahr. Ein Zwischentitel mahnt: „Wir machen die Pferde für die Aussaat bereit!“. Foka aber will die Arbeit sabotieren und die Pferdeställe anzünden. Chmyr will ihn daran hindern. Er tritt das Feuer aus, ringt mit Foka und wird überwältigt. Foka setzt die Ställe in Brand, doch Chmyr gelingt es, die Pferde aus den schon brennenden Ställen zu retten. Dabei wird er von einem Balken getroffen und fällt in Ohnmacht. Inzwischen hat der Aufseher die Kolchosbauern alarmiert. Chmyr wird gerettet. Als er erwacht, zeigt er auf Foka: Das ist der Brandstifter. Die Kolchosbauern ergreifen Foka.
Chmyr wird in der Stadt neu eingekleidet. Seine alten Sachen birgt er in einem Bündel, welches gleichsam seine Vergangenheit enthält. Seine Versuche, es loszuwerden, schlagen fehl, denn Verkäufer, Schneider und Schutzmann wollen es ihm wiedergeben. Selbst die beiden Diebe, die sich anschleichen, wollen die Sachen nicht mehr und werfen sie von sich. Chmyr, modern gekleidet mit Schlägermütze, und seine Anna sehen zu und lachen.

## Hintergrund
Alexander Medwedkin (1900–1989) reiste mit einem „Filmzug“, der mit einer kompletten filmtechnischen Ausstattung von der Kamera über Kopiermaschinen bis zu einem Tricktisch für Zwischentitel und Animation ausgerüstet war, in den 1930er Jahren durch Russland. Die Absicht war, vor Ort aktuelle Aufnahmen der jeweiligen Gegend und ihrer Bewohner zu machen und ihnen diese nach Bearbeitung im Zug dann vorzuführen. Die Aktion sollte den russischen Wiederaufbau unterstützen.
Oft kamen dabei jedoch satirische Streifen heraus, die bald den staatlichen Autoritäten auf- bzw. missfielen, so dass das Vorhaben schließlich verboten wurde.
Auch sein Film Das Glück, in welchem er das ländliche Kolchosenleben grotesk und witzig schildert, fiel letztlich der Zensur zum Opfer. Er wurde erst ein Jahr nach Fertigstellung zur Aufführung freigegeben. Der Film ist das einzige überlieferte Dokument des »ersten sowjetischen Kino-Zuges«.
Das Glück wurde am 15. März 1935 in der Sowjetunion uraufgeführt, in den USA erst am 7. April 1935. Er lief auch unter dem Alternativtitel Die Habsüchtigen / Стяжатели / Stjaschateli.
In Deutschland erlebte er seine Premiere erst am 10. Dezember 1970 im Fernsehen auf Hessen 3, dann am 26. September 2003 auf dem Kulturkanal ARTE in restaurierter Fassung. Die neue Musik zur restaurierten Fassung komponierte der Italiener Mauro Coceano, der sie 2003 auch mit seinem Ensemble einspielte.

## Rezeption
Der Film wurde besprochen von:
- unbek. sowjetischer Kritiker (22. März 1935):

“Ein interessanter, eigenwilliger und vielversprechender Regiekünstler ist in unsere Filmkunst eingetreten. DAS GLÜCK besitzt eine große soziale Tragweite …”
- Ekkehard Knörer: Alexander Medwedkin, Glück (Stschastje, SU 1934). In: Jump Cut – Magazin für Film & Kritik.

“Die Welt des Films ist verschoben, weg von der sozialistischen Realität, die Medwedkin in den Jahren 1932–1934 mit seinem fahrenden Filmzug einzufangen bemüht war. Hier ist die Wirklichkeit transformiert in eine Groteske, in der zur Wiedererkennbarkeit verzerrte Karikaturen der (prä)bolschewistischen Zeit im Slapstick-Tempo durch Berge und Täler einer Fantasielandschaft” (E. Knörer)
- Ekkehard Pluta:  “Latente Komik” (Bericht über sowjetische Stummfilme beim „Internationalen Forum des Jungen Films“ in Berlin) in:  Zeit online, 3. März 1972.

DAS GLÜCK ist “eine Satire über den Weg eines Bäuerleins aus der Unterdrückung des zaristischen Landwirtschaftswesens in die Freiheit der sozialistischen Kolchosenarbeit” (E. Pluta).
Sergei Eisenstein nannte Medwedkin einen Bolshevik Chaplin.
„DAS GLÜCK ist einer der originellsten Filme in der sowjetischen Filmgeschichte, was umso bemerkenswerter ist, als er in der orthodoxesten Periode herauskam.“ (Jay Leyda).
“Die Ausbeutung eines Bauernpaares durch Großgrundbesitzer und Popen endet erst nach der Oktoberrevolution durch die Einführung der Kolchosen-Wirtschaft. Chaplineske Stummfilmkomödie, die ihre politische Botschaft mit satirischem Witz und filmischem Raffinement vermittelt. Erster Kinofilm des sowjetischen Regisseurs Aleksandr Medwedkin, von S. M. Eisenstein hochgelobt, aber bei Kritik und Publikum seinerzeit wenig erfolgreich. Inszenatorisch bedient sich der Film der Mittel der Farce und der Burleske, nimmt Anleihen beim Surrealismus und beim Expressionismus. Er gilt als einer der originellsten Filme des sowjetischen Kinos.” (© Filmdienst)
“Medvedkin’s surreal silent comedy tells the story of a peasant named Khmyr and his wife Anna as they try to discover the meaning of happiness. The narrative unfolds over an unrealistic amount of time, taking the couple from pre-Revolutionary days to the time of Stalin and collectivization. Throughout the film, the happiness of the couple is thwarted by a series of absurd and surreal events, including a horse unwilling to do its work, neighbours who steal their entire granary, and Tsarist officers who arrest a suicidal Khmyr, asking him ‘if the peasant dies, who will feed Russia?’ One of the most famous scenes features the arrival of members of the Orthodox Church, including nuns in see-through outfits and a clearly corrupt priest who has arrived to collect tithes from Khmyr and his wife.” (Kinoglas online).
“Das Glück” ist “einer der letzten und originellsten Stummfilme Russlands. Es ist eine bolschewistische Komödie mit anarchischer Schlagseite, dezidiert „dem letzten Kolchosenfaulenzer gewidmet“. Der Kampf eines Bauern ums Glück, gegen Popen, Kulaken und Gefolgsleute des Zaren – und nach der Revolution gegen die eigene Inkompetenz” (filmmuseum.at).
“In zahlreichen geistreichen und witzigen Details schildert Medwedkin den Weg des ausgebeuteten Bauern Chmyr in die Gemeinschaft der Kolchose, die als durchaus anfällig für Korruption und individuelle Freiheit dargestellt wird. Bemerkenswert und wohl nur erklärbar durch die individuelle Produktionsweise Medwedkins ist sein formaler Wagemut in einer Zeit, in der es tendenziell keine Ausnahme mehr von dem sozialistischen Realismus zu geben schien.” (Koki Freiburg)
“Medwekin bediente sich der Übertreibung, der Farce, des Vaudevilles, der Burleske und des Surrealismus, sogar des Expressionismus oder unflätiger Witze. Medwedkins Erziehung auf dem Kinozug muss wirklich sehr gründlich gewesen sein. Ein leicht theatralischer Anflug in den Dekorationen und Kostümen wird durch den Effekt witziger Improvisation ausgeglichen”
(arte.tv)